# McDonald Mariga
McDonald Mariga Wanyama (Nairóbi, 4 de abril de 1987) é um ex-futebolista queniano que atuava como volante.

## Carreira

### O início
Após passar por vários clubes quenianos antes de se tornar profissional, Mariga se mudou para a Suécia em 2005, quando foi promovido à equipe principal do Enköpings. Após apenas um ano jogando por este clube, chamou a atenção do poderoso Helsingborg, maior clube do futebol sueco.

### Parma
Se destacando no Helsingborg, chamou a atenção dos grandes centros do futebol europeu, até ser contratado pelo Parma, da Serie A italiana, em 2007.
No Parma, atuou durante dois anos e obteve bons números, marcando três gols em 44 jogos pelo campeonato nacional. Foi fundamental para a equipe no retorno à primeira divisão e, na Serie A 2009-10, se tornou titular absoluto. Estava claro que não demoraria para que Mariga se transferisse para um clube de maior expressão.
Após ser anunciado oficialmente pelo Manchester City, da Inglaterra, viu seus planos serem frustrados após não conseguir obter uma autorização de trabalho antes do fechamento da janela inglesa. Mariga seria o primeiro queniano na Premier League.

### Internazionale
Em 1 de fevereiro de 2010, nas últimas horas da janela de transferências italiana, que durou algumas horas há mais que a inglesa, foi anunciado oficialmente pela Internazionale.
| “ | Foi a melhor coisa que poderia ter acontecido ao clube na janela de transferências de inverno. | ” |

Fez sua estreia pela Inter no jogo de ida da semi-final da Copa da Itália, contra a Fiorentina. Em sua primeira temporada nos Nerazzurri, fez parte do elenco que conquistou a tríplice coroa (Serie A 2009-10, UEFA Champions League 2009-10 e Copa da Itália).

## Vida pessoal
O pai de Mariga, Noé Wanyama, um ala esquerdo, jogou pelo AFC Leopardos do Quênia e também pela Seleção Queniana de Futebol. Seu irmão mais novo Victor Wanyama também é um jogador de futebol profissional, que atualmente está jogando pela Premier League defendendo o Tottenham Hotspur, enquanto seus outros irmãos Thomas e Sylvester jogam por clubes da Campeonato Queniano de Futebol, defendendo Sofapaka e Sony Sugar, respectivamente. Sua irmã mais nova, Mercy é a capitã do time de basquete Lang'ata High School. Ela já jogou futebol e netball.

## Títulos
Internazionale
- Campeonato Italiano: 2009-10
- Copa da Itália: 2009-10, 2010-11
- Supercopa da Itália: 2010
- UEFA Champions League: 2009-10
- Copa do Mundo de Clubes da FIFA: 2010